# 1. Tennis-Bundesliga (Herren 30) 2017
Die 1. Tennis-Bundesliga der Herren 30 wurde 2017 zum 14. Mal ausgetragen, mit einer Aufteilung in die beiden Gruppen Nord und Süd. In einer Finalrunde wurde die Deutsche Meisterschaft im Herren 30 Tennis entschieden.
Die Spiele der Gruppenphase wurden an insgesamt sieben Spieltagen von Mai bis Juli 2017 ausgetragen. Die Finalrunde fand am 2. und am 3. September 2017 statt.

## Spieltage und Mannschaften
| Spieltage                                                                          | Spieltage                                                            |
| ---------------------------------------------------------------------------------- | -------------------------------------------------------------------- |
| 1. Spieltag: Nord: Sa., 3. Juni 2017, 13:00 Uhr und So., 4. Juni 2017, 11:00 Uhr   | Süd: So., 28. Mai 2017, 11:00 Uhr                                    |
| 2. Spieltag: Nord: Sa., 10. Juni 2017, 13:00 Uhr und So., 11. Juni 2017, 11:00 Uhr | Süd: So., 4. Juni 2017, 11:00 Uhr                                    |
| 3. Spieltag: Nord: Sa., 24. Juni 2017, 13:00 Uhr und So., 25. Juni 2017, 11:00 Uhr | Süd: Sa., 10. Juni 2017, 13:00 Uhr und So., 11. Juni 2017, 11:00 Uhr |
| 4. Spieltag: Nord: Sa., 1. Juli 2017, 13:00 Uhr und So., 2. Juli 2017, 11:00 Uhr   | Süd: So., 25. Juni 2017, 11:00 Uhr                                   |
| 5. Spieltag: Nord: Sa., 8. Juli 2017, 13:00 Uhr und So., 9. Juli 2017, 11:00 Uhr   | Süd: So., 2. Juli 2017, 11:00 Uhr                                    |
| 6. Spieltag: Nord: Sa., 15. Juli 2017, 13:00 Uhr und So., 16. Juli 2017, 11:00 Uhr | Süd: So., 9. Juli 2017, 11:00 Uhr                                    |
| 7. Spieltag: Nord: Sa., 22. Juli 2017, 13:00 Uhr                                   | Süd: Sa., 15. Juli 2017, 13:00 Uhr                                   |

| Mannschaften Nord             |
| ----------------------------- |
| TV Espelkamp-Mittwald (A)     |
| Jacobi & Partner Ratingen (M) |
| RTHC Bayer Leverkusen         |
| TC Raadt e. V. Mülheim        |
| TC Parkhaus Wanne-Eickel      |
| STV Wilhelmshaven             |
| THC Ahrensburg (A)            |

| Mannschaften Süd      |
| --------------------- |
| TC Großhesselohe      |
| MTTC Iphitos München  |
| TC Thyrnau-Kellberg   |
| ST Lohfelden          |
| TC Dachau (A)         |
| TA TSV Bietigheim (A) |
| SC SaFo Frankfurt     |

## Finalrunde
|  | Halbfinale                | Halbfinale                    | Halbfinale | Halbfinale | Halbfinale |  |  | Finale                    | Finale                        | Finale | Finale | Finale |
|  |                           |                               |            |            |            |  |  |                           |                               |        |        |        |
|  |                           |                               |            |            |            |  |  |                           |                               |        |        |        |
|  | Jacobi & Partner Ratingen | Jacobi & Partner Ratingen (M) | 6          | 12         | 71         |  |  |                           |                               |        |        |        |
|  | TC Großhesselohe.svg      | TC Großhesselohe              | 3          | 8          | 81         |  |  |                           |                               |        |        |        |
|  |                           |                               |            |            |            |  |  | Jacobi & Partner Ratingen | Jacobi & Partner Ratingen (M) | 2      | 5      | 63     |
|  |                           |                               |            |            |            |  |  | TV Espelkamp Mittwald     | TV Espelkamp-Mittwald (A)     | 7      | 14     | 95     |
|  | ST Lohfelden              | ST Lohfelden                  | 2          | 4          | 62         |  |  |                           |                               |        |        |        |
|  | TV Espelkamp Mittwald     | TV Espelkamp-Mittwald (A)     | 7          | 15         | 104        |  |  |                           |                               |        |        |        |
|  |                           |                               |            |            |            |  |  |                           |                               |        |        |        |

## 1. Tennis-Bundesliga (Herren 30) Nord

### Abschlusstabelle
|     | Mannschaft                    | Begegnungen | Punkte | Matches | Sätze | Spiele  |
| --- | ----------------------------- | ----------- | ------ | ------- | ----- | ------- |
| 01. | Jacobi & Partner Ratingen (M) | 6           | 12:00  | 39:15   | 85:36 | 549:389 |
| 02. | TV Espelkamp-Mittwald (A)     | 6           | 10:02  | 41:13   | 87:37 | 592:361 |
| 03. | TC Raadt e. V. Mülheim        | 6           | 08:04  | 32:22   | 69:49 | 489:401 |
| 04. | RTHC Bayer Leverkusen         | 6           | 06:06  | 26:28   | 60:64 | 465:492 |
| 05. | STV Wilhelmshaven             | 6           | 04:08  | 20:34   | 47:74 | 445:546 |
| 06. | TC Parkhaus Wanne-Eickel      | 6           | 02:10  | 17:37   | 42:77 | 370:518 |
| 07. | THC Ahrensburg (A)            | 6           | 00:12  | 14:40   | 34:87 | 373:576 |

|     | Qualifikation für die Finalrunde                 |
|     | Abstieg in die Tennis-Regionalliga der Herren 30 |
| (M) | amtierender Deutscher Meister der Herren 30      |
| (A) | Aufsteiger aus der Tennis-Regionalliga           |

### Mannschaftskader
| Pos. | Name               |
| ---- | ------------------ |
| 1    | Roko Karanušić     |
| 2    | Ivan Bjelica       |
| 3    | Goran Vujaklija    |
| 4    | Jeroen Masson      |
| 5    | Sander Hommel      |
| 6    | Boy Wijnmalen      |
| 7    | Marc Leimbach      |
| 8    | Robert Messling    |
| 9    | Holger Zühlsdorff  |
| 10   | Carsten Gröger     |
| 11   | Alexander Bartusch |
| 12   | Jens Jensen        |
| 13   | Manuel Heise       |
| 14   |                    |

| Pos. | Name                 |
| ---- | -------------------- |
| 1    | Josselin Ouanna      |
| 2    | David Guez           |
| 3    | Grégoire Burquier    |
| 4    | Jose Checa-Calvo     |
| 5    | Éric Prodon          |
| 6    | Enrico Burzi         |
| 7    | Michael Lammer       |
| 8    | Andreas Thivessen    |
| 9    | Franz Stauder        |
| 10   | Jan-Henrik Langhorst |
| 11   | Gunnar Hildebrand    |
| 12   | Wanja Clauß          |
| 13   | Mirko Sasse          |
| 14   | Tobias Löhbrink      |

| Pos. | Name               |
| ---- | ------------------ |
| 1    | Kristof Vliegen    |
| 2    | Peter-Robert Hodel |
| 3    | Stefan Wauters     |
| 4    | Carlos Poch Gradin |
| 5    | Michel Koning      |
| 6    | Alexander Blom     |
| 7    | Remco Pondman      |
| 8    | Nikos Rovas        |
| 9    | Ivaylo Traykov     |
| 10   | Floris Kilian      |
| 11   | Ivaylo Trifonov    |
| 12   | Harold Jans        |
| 13   | Maarten Kamermans  |
| 14   | Volker Hoppe jr.   |

| Pos. | Name                  |
| ---- | --------------------- |
| 1    | Boris Pašanski        |
| 2    | Alessio di Mauro      |
| 3    | Francesco Aldi        |
| 4    | Frederico Torresi     |
| 5    | Giancarlo Petrazzuolo |
| 6    | Martijn van Haasteren |
| 7    | Benjamin Kohllöffel   |
| 8    | Ulrich Tippenhauer    |
| 9    | Arnd Caspari          |
| 10   | Volker Kaupert        |
| 11   | Sascha Schewiola      |
| 12   | Daniel Rheydt         |
| 13   | Andreas Speer         |
| 14   | Christian Meier       |

| Pos. | Name                  |
| ---- | --------------------- |
| 1    | Victor Bruthans       |
| 2    | Javier Martinez Baena |
| 3    | Gregor Repina         |
| 4    | Petr Kralert          |
| 5    | Jordi Tamayo de Winne |
| 6    | Mirko Bathelt         |
| 7    | Benjamin Birkmann     |
| 8    | Daniel Ungar          |
| 9    | Mathias Gerke         |
| 10   | František Polyak      |
| 11   | Lars Mosel            |
| 12   | Arnd Grefe            |
| 13   | Thomas Stolte         |
| 14   | Christian Bathelt     |

| Pos. | Name                 |
| ---- | -------------------- |
| 1    | Tero Vilen           |
| 2    | Cederic Pruchniewski |
| 3    | Maxime Bonami        |
| 4    | Charly Villeneuve    |
| 5    | Martin Rämmal        |
| 6    | Sven Bendlin         |
| 7    | Mariusz Zielinski    |
| 8    | Frank Ehlert         |
| 9    | Tobias Siechau       |
| 10   | Janosch Blaha        |
| 11   | Jan-Christopher Jung |
| 12   | Stefan Helka         |
| 13   | Ralph Beilebens      |
| 14   | Rambod Pourziai      |

| Pos. | Name                  |
| ---- | --------------------- |
| 1    | Philip Orno           |
| 2    | Michael Böckmann      |
| 3    | Kasper Warming        |
| 4    | Jonas Berg            |
| 5    | Michael Jeglinski     |
| 6    | Jaska Mathias Krüger  |
| 7    | Jochen Werner         |
| 8    | Lars Borgstede        |
| 9    | Christoph Timme       |
| 10   | Nils Käselau          |
| 11   | Dean Danzi            |
| 12   | Volker Neumann        |
| 13   | Marcus Pietsch        |
| 14   | Christian von Perfall |

### Ergebnisse
| Datum/Uhrzeit            | Heimmannschaft             | Gastmannschaft             | Matches | Sätze | Spiele |
| ------------------------ | -------------------------- | -------------------------- | ------- | ----- | ------ |
| Sa., 3. Juni 2017 13:00  | THC Ahrensburg             | Jacobi & Partner Ratingen  | 03:06   | 07:14 | 76:100 |
| Sa., 3. Juni 2017 13:00  | TC Parkhaus Wanne-Eickel 1 | RTHC Bayer Leverkusen      | 02:07   | 08:15 | 70:92  |
| So., 4. Juni 2017 11:00  | TC Raadt e. V. Mülheim     | STV Wilhelmshaven          | 08:01   | 16:03 | 104:46 |
| So., 4. Juni 2017 11:00  | TV Espelkamp-Mittwald 1    | spielfrei                  |         |       |        |
| Sa., 10. Juni 2017 13:00 | STV Wilhelmshaven          | TC Parkhaus Wanne-Eickel 1 | 05:04   | 11:10 | 84:75  |
| Sa., 10. Juni 2017 13:00 | RTHC Bayer Leverkusen      | TC Raadt e. V. Mülheim     | 03:06   | 07:12 | 64:82  |
| So., 11. Juni 2017 11:00 | TV Espelkamp-Mittwald 1    | THC Ahrensburg             | 09:00   | 18:00 | 110:38 |
| So., 11. Juni 2017 11:00 | Jacobi & Partner Ratingen  | spielfrei                  |         |       |        |
| Sa., 24. Juni 2017 13:00 | THC Ahrensburg             | STV Wilhelmshaven          | 03:06   | 08:14 | 73:93  |
| Sa., 24. Juni 2017 13:00 | TC Parkhaus Wanne-Eickel 1 | TC Raadt e. V. Mülheim     | 03:06   | 06:12 | 54:75  |
| So., 25. Juni 2017 11:00 | Jacobi & Partner Ratingen  | TV Espelkamp-Mittwald 1    | 06:03   | 14:08 | 88:74  |
| So., 25. Juni 2017 11:00 | RTHC Bayer Leverkusen      | spielfrei                  |         |       |        |
| Sa., 1. Juli 2017 13:00  | STV Wilhelmshaven          | Jacobi & Partner Ratingen  | 00:09   | 01:18 | 48:111 |
| Sa., 1. Juli 2017 13:00  | TC Raadt e. V. Mülheim     | THC Ahrensburg             | 07:02   | 14:04 | 85:44  |
| So., 2. Juli 2017 11:00  | TV Espelkamp-Mittwald 1    | RTHC Bayer Leverkusen      | 07:02   | 15:06 | 102:49 |
| So., 2. Juli 2017 11:00  | TC Parkhaus Wanne-Eickel 1 | spielfrei                  |         |       |        |
| Sa., 8. Juli 2017 13:00  | TC Raadt e. V. Mülheim     | Jacobi & Partner Ratingen  | 04:05   | 10:12 | 84:84  |
| Sa., 8. Juli 2017 13:00  | TC Parkhaus Wanne-Eickel 1 | TV Espelkamp-Mittwald 1    | 00:09   | 02:18 | 43:107 |
| Sa., 8. Juli 2017 13:00  | RTHC Bayer Leverkusen      | THC Ahrensburg             | 06:03   | 15:08 | 103:67 |
| Sa., 8. Juli 2017 13:00  | STV Wilhelmshaven          | spielfrei                  |         |       |        |
| Sa., 15. Juli 2017 13:00 | THC Ahrensburg             | TC Parkhaus Wanne-Eickel 1 | 03:06   | 07:12 | 75:85  |
| Sa., 15. Juli 2017 13:00 | STV Wilhelmshaven          | TV Espelkamp-Mittwald 1    | 04:05   | 10:11 | 84:90  |
| Sa., 15. Juli 2017 13:00 | Jacobi & Partner Ratingen  | RTHC Bayer Leverkusen      | 06:03   | 13:06 | 81:64  |
| Sa., 15. Juli 2017 13:00 | TC Raadt e. V. Mülheim     | spielfrei                  |         |       |        |
| Sa., 22. Juli 2017 13:00 | TV Espelkamp-Mittwald 1    | TC Raadt e. V. Mülheim     | 08:01   | 17:05 | 109:59 |
| Sa., 22. Juli 2017 13:00 | RTHC Bayer Leverkusen      | STV Wilhelmshaven          | 05:04   | 11:08 | 93:90  |
| Sa., 22. Juli 2017 13:00 | Jacobi & Partner Ratingen  | TC Parkhaus Wanne-Eickel 1 | 07:02   | 14:04 | 85:43  |
| Sa., 22. Juli 2017 13:00 | THC Ahrensburg             | spielfrei                  |         |       |        |

## 1. Tennis-Bundesliga (Herren 30) Süd

### Abschlusstabelle
|     | Mannschaft            | Begegnungen | Punkte | Matches | Sätze | Spiele  |
| --- | --------------------- | ----------- | ------ | ------- | ----- | ------- |
| 01. | ST Lohfelden          | 6           | 10:02  | 37:17   | 82:45 | 561:453 |
| 02. | TC Großhesselohe      | 6           | 08:04  | 35:19   | 80:43 | 573:415 |
| 03. | MTTC Iphitos München  | 6           | 08:04  | 29:25   | 66:60 | 501:478 |
| 04. | SC SaFo Frankfurt     | 6           | 06:06  | 28:26   | 59:63 | 474:480 |
| 05. | TC Dachau (A)         | 6           | 06:06  | 27:27   | 61:63 | 500:517 |
| 06. | TC Thyrnau-Kellberg   | 6           | 02:10  | 22:32   | 51:69 | 462:520 |
| 07. | TA TSV Bietigheim (A) | 6           | 02:10  | 11:43   | 34:90 | 375:583 |

|     | Qualifikation für die Finalrunde                 |
|     | Abstieg in die Tennis-Regionalliga der Herren 30 |
| (M) | amtierender Deutscher Meister der Herren 30      |
| (A) | Aufsteiger aus der Tennis-Regionalliga           |

### Mannschaftskader
| Pos. | Name              |
| ---- | ----------------- |
| 1    | Martin Slanar     |
| 2    | Adrians Zguns     |
| 3    | Rok Jarc          |
| 4    | Martin Kares      |
| 5    | Christopher Amend |
| 6    | Martin Boulnois   |
| 7    | Timo Goebel       |
| 8    | Christoph Bühren  |
| 9    | Mirco Wenderoth   |
| 10   | Nico Henkel       |
| 11   | Julian Aust       |
| 12   | Ivan Mandic       |
| 13   | Eike Goebel       |
| 14   | Thomas Hertha     |

| Pos. | Name                |
| ---- | ------------------- |
| 1    | Maximilian Wimmer   |
| 2    | Christopher Kas     |
| 3    | Thomas Schiessling  |
| 4    | Martin Wetzel       |
| 5    | Marc Senkbeil       |
| 6    | Jan Hansen          |
| 7    | Ingo Neumüller      |
| 8    | Dominik Hansen      |
| 9    | Moritz Trüg         |
| 10   | Benedikt Nürnberger |
| 11   | Thomas Vogl         |
| 12   | Tobias Tritsch      |
| 13   | Jaro Becka          |
| 14   | Florian Heiss       |

| Pos. | Name              |
| ---- | ----------------- |
| 1    | Kristian Pless    |
| 2    | Richard Malobicky |
| 3    | Lars Uebel        |
| 4    | Benedikt Dorsch   |
| 5    | Oscar Hernandez   |
| 6    | Christian Groh    |
| 7    | Uli Kiendl        |
| 8    | Björn Krenzer     |
| 9    | Fabian Ziemer     |
| 10   | Dominik Heitmar   |
| 11   | Stephan Fehske    |
| 12   | Tobias Meyer      |
| 13   | Jonas Hartung     |
| 14   | Fabian Schmid     |

| Pos. | Name                |
| ---- | ------------------- |
| 1    | Carlos Rexach Itoiz |
| 2    | Oskars Vaskis       |
| 3    | Jakub Herm-Zahlava  |
| 4    | Jens Helfferich     |
| 5    | Florian Halb        |
| 6    | Charles Roche       |
| 7    | Markus Kämpfer      |
| 8    | Marco Blohm         |
| 9    | Moritz Szelzki      |
| 10   | Mark Reinhard       |
| 11   | Christoph Bedürftig |
| 12   | Benjamin Martin     |
| 13   | Patrick Groß        |
| 14   | Hans Peter Gaber    |

| Pos. | Name                     |
| ---- | ------------------------ |
| 1    | Dieter Kindlmann         |
| 2    | Nikola Gnatoviv          |
| 3    | Jan Hejtmanek            |
| 4    | David Miketa             |
| 5    | Aleksandar Bajin         |
| 6    | Alexander Joan Radulescu |
| 7    | Benjamin Ringlstetter    |
| 8    | Zdenek Kubik             |
| 9    | Peter Schuster           |
| 10   | Andreas Von Michaelis    |
| 11   | Daniel Winnewisser       |
| 12   | Peter Zick               |
| 13   | Gaetano Marrone          |
| 14   | Sandro Costa             |

| Pos. | Name               |
| ---- | ------------------ |
| 1    | Markus Egger       |
| 2    | Radim Zitko        |
| 3    | Peter Miklusicak   |
| 4    | Henrik Kula        |
| 5    | Christian Schmeizl |
| 6    | Hannes Wagner      |
| 7    | Johannes Oberneder |
| 8    | Stepan Reisinger   |
| 9    | Rainer Sitter      |
| 10   | Michael Stefan     |
| 11   | Andreas Hanus      |
| 12   | Andreas Kopp       |
| 13   | Wilfried Kühberger |
| 14   | Timur Fedorov      |

| Pos. | Name                |
| ---- | ------------------- |
| 1    | Igor Zelenay        |
| 2    | Karol Beck          |
| 3    | Marcelo Charpentier |
| 4    | Dennis Riegraf      |
| 5    | Philipp Roloff      |
| 6    | Joachim Färber      |
| 7    | Karol Wudkowski     |
| 8    | Dirk Langer         |
| 9    | Marco Zelch         |
| 10   | Alexander Glock     |
| 11   |                     |
| 12   |                     |
| 13   |                     |
| 14   |                     |

### Ergebnisse
| Datum/Uhrzeit            | Heimmannschaft       | Gastmannschaft       | Matches | Sätze | Spiele |
| ------------------------ | -------------------- | -------------------- | ------- | ----- | ------ |
| So., 28. Mai 2017 11:00  | TC Großhesselohe     | SC SaFo Frankfurt    | 06:03   | 14:07 | 101:73 |
| So., 28. Mai 2017 11:00  | TA TSV Bietigheim 1  | TC Thyrnau-Kellberg  | 05:04   | 11:10 | 92:80  |
| So., 28. Mai 2017 11:00  | ST Lohfelden         | TC Dachau            | 06:03   | 14:07 | 99:78  |
| So., 28. Mai 2017 11:00  | MTTC Iphitos München | spielfrei            |         |       |        |
| So., 4. Juni 2017 11:00  | TC Thyrnau-Kellberg  | TC Großhesselohe     | 01:08   | 03:17 | 56:105 |
| So., 4. Juni 2017 11:00  | TC Dachau            | MTTC Iphitos München | 03:06   | 09:14 | 92:95  |
| So., 4. Juni 2017 11:00  | SC SaFo Frankfurt    | TA TSV Bietigheim 1  | 08:01   | 16:05 | 101:48 |
| So., 4. Juni 2017 11:00  | ST Lohfelden         | spielfrei            |         |       |        |
| Sa., 10. Juni 2017 13:00 | TC Großhesselohe     | TC Dachau            | 03:06   | 09:13 | 88:80  |
| So., 11. Juni 2017 11:00 | MTTC Iphitos München | SC SaFo Frankfurt    | 02:07   | 06:14 | 59:92  |
| So., 11. Juni 2017 11:00 | TC Thyrnau-Kellberg  | ST Lohfelden         | 03:06   | 07:13 | 84:95  |
| So., 11. Juni 2017 11:00 | TA TSV Bietigheim 1  | spielfrei            |         |       |        |
| So., 25. Juni 2017 11:00 | ST Lohfelden         | MTTC Iphitos München | 04:05   | 10:11 | 81:88  |
| So., 25. Juni 2017 11:00 | TA TSV Bietigheim 1  | TC Großhesselohe     | 00:09   | 00:18 | 46:109 |
| So., 25. Juni 2017 11:00 | SC SaFo Frankfurt    | TC Thyrnau-Kellberg  | 05:04   | 10:10 | 76:82  |
| So., 25. Juni 2017 11:00 | TC Dachau            | spielfrei            |         |       |        |
| So., 2. Juli 2017 11:00  | TC Großhesselohe     | ST Lohfelden         | 04:05   | 11:11 | 86:75  |
| So., 2. Juli 2017 11:00  | TA TSV Bietigheim 1  | MTTC Iphitos München | 02:07   | 07:16 | 62:103 |
| So., 2. Juli 2017 11:00  | TC Thyrnau-Kellberg  | TC Dachau            | 06:03   | 12:08 | 93:81  |
| So., 2. Juli 2017 11:00  | SC SaFo Frankfurt    | spielfrei            |         |       |        |
| So., 9. Juli 2017 11:00  | MTTC Iphitos München | TC Großhesselohe     | 04:05   | 09:11 | 85:84  |
| So., 9. Juli 2017 11:00  | TC Dachau            | TA TSV Bietigheim 1  | 06:03   | 12:08 | 83:78  |
| So., 9. Juli 2017 11:00  | SC SaFo Frankfurt    | ST Lohfelden         | 02:07   | 06:16 | 68:104 |
| So., 9. Juli 2017 11:00  | TC Thyrnau-Kellberg  | spielfrei            |         |       |        |
| So., 15. Juli 2017 13:00 | MTTC Iphitos München | TC Thyrnau-Kellberg  | 05:04   | 10:09 | 71:67  |
| So., 15. Juli 2017 13:00 | ST Lohfelden         | TA TSV Bietigheim 1  | 09:00   | 18:03 | 107:49 |
| So., 15. Juli 2017 13:00 | TC Dachau            | SC SaFo Frankfurt    | 06:03   | 12:06 | 86:64  |
| So., 15. Juli 2017 13:00 | TC Großhesselohe     | spielfrei            |         |       |        |